# 巴约勒 (索姆省)
巴约勒（法語：Bailleul，法語發音：[bajœl] ⓘ）是法国上法兰西大区索姆省的一个市镇，属于阿布维尔区。

## 地理
巴约勒（50°1'45"N, 1°50'59"E）面积14.06 平方千米，位于法国上法蘭西大區索姆省，该省份为法国北部沿海省份，北起加来海峡省和北部省，西接滨海塞纳省和大西洋英吉利海峡，南至瓦兹省，东临埃纳省。
与巴约勒接壤的市镇（或旧市镇、城区）包括：布赖莱马勒伊、埃龙代勒、阿朗库尔、于谢讷维尔、列尔库尔、利默。

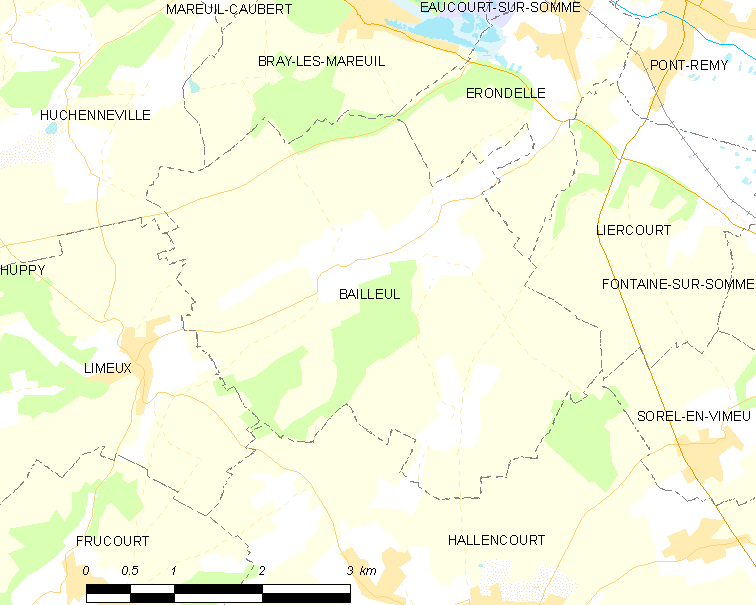
的OSM定位图

巴约勒的时区为UTC+01:00、UTC+02:00（夏令时）。

## 行政
巴约勒的邮政编码为80490，INSEE市镇编码为80051。

## 政治
巴约勒所属的省级选区为加马什县。

## 人口

1962-2008年间人口变化图示

巴约勒于2022年1月1日时的人口数量为252人。